# Øssur Debes Eiriksfoss
Øssur Debes Eiriksfoss (født 10. januar 1990, opvokset i Tórshavn) er en færøsk gymnast og atlet, der har repræsenteret Færøerne ved DM og Island Games og Danmark i internationale konkurrencer som f.eks. EM og VM. Han har vundet sølv ved Nordeuropæiske Mesterskaber i gymnastik og flere guld og sølvmedaljer ved Island Games. Eiriksfoss var en af deltagerne ved TV-showet Ninja Warrior Danmark 2016, som blev sendt på Kanal 5 fra september 2016. Eiriksfoss og hans hold, Søpapegøjerne, endte med at vinde konkurrencen.  Han var bosat i København i nogle år, mens han studerede idræt på Københavns Universitet og tog en BA uddannelse. I 2017 er han flyttet tilbage til Færøerne, hvor han underviser på Idrætshøjskolen i Suðuroy, han underviser på adventurelinjen.

## Deltagelse og resultater

### Ninja Warrior Danmark 2016
Sammen med to andre færøske sportsfolk, Birita Poulsen og Janus Jakobsen, deltager Eiriksfoss i wipe out konkurrencen i TV-serien Team Ninja Warrior Danmark, som Kanal 5 sender fra september 2016. De har valgt at kalde holdet Team Søpapegøje.

### Northern European Championships 2013
Eiriksfoss vandt sølv ved Nordeuropæiske Mesterskaber i gymnastik, som blev afholdt i november 2013 i Nordirland. Medaljen var den første, som blev vundet af en færing ved dette mesterskab.
- Sølv i spring over hest.

### VM 2013
I august 2013 kvalificerede Eiriksfoss sig til VM, hvor han skulle repræsentere Danmark i spring over hest. Han blev den første færing, der har opnået kvalifikation til VM i idrætsgymnastik. Han blev nummer 60 ud af 122 deltagere.

### Island Games 2013
- Guld i holdgymnastik, de andre var: Bogi Berg, Olivur Debes Eiriksfoss (hans bror) og Jóni Brandsson Christiansen. Det var første gang, at Færøerne vandt guld i holdgymnastik.[9]
- Guld i løb over hest, FIG[1]
- Guld i løb over hest, SET
- Sølv i gulvøvelse
- Sølv i bar
- Sølv i ringene, FIG
- Sølv i ringene, SET
- Sølv i højdespring - 2,01 meter, som var ny færøsk rekord.[10]
- Sølv i trespring - 14,34 meter, som var ny færøsk rekord.

### EM 2013
Eiriksfoss var en af fem gymnaster, som repræsenterede Danmark ved EM i Moskva.

### DM 2013
I marts 2013 blev Eiriksfoss danmarksmester for første gang, da han vandt guld i spring over hest. Han var den første færing, der vandt et dansk idrætsgymnastikmesterskab.